# Zodarion odem
Zodarion odem är en spindelart som beskrevs av Levy 2007. Zodarion odem ingår i släktet Zodarion och familjen Zodariidae.
Artens utbredningsområde är Israel. Inga underarter finns listade i Catalogue of Life.